# Semper paratus

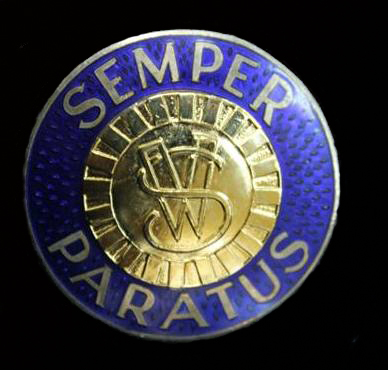
Insigne Semper Paratus, destiné à honorer les auteurs d’acte de bravoure visant à sauver la vie ou la santé humaine - Pologne - Unité de Wadowice (administration pénitentiaire).

Badge de la Seconde classe chez les Scouts d'Europe où l'on voit marqué la devise Semper parati

Semper paratus est une locution latine signifiant « toujours prêt ». C'est la devise de différents corps militaires.
La maxime véhicule un message : celui d’être toujours prêt à servir. Elle incarne une philosophie d’action basée sur la discipline, la prévoyance et l’engagement envers les autres. Son usage résonne dans des contextes où la résilience et l’efficacité sont essentielles. Elle invite à se préparer non seulement aux situations d’urgence, mais aussi aux responsabilités quotidiennes, en cultivant une attitude proactive et vigilante.
Dans un sens plus large, Semper Paratus rappelle que la préparation est un état d’esprit autant qu’une pratique. Cette préparation inclut une force morale et un engagement envers les valeurs d’entraide et de service, soulignant l’importance d’être toujours disponible pour répondre aux besoins de son prochain
Au pluriel, Semper Parati (« toujours prêts ») est la devise scoute adoptée par les Scouts d'Europe. Elle figure sur les badges de Seconde et Première classe, qui marquent des étapes importantes dans la progression scoute. 
Cette devise reflète parfaitement la philosophie scoute, où chaque jeune est encouragé à être prêt à aider Dieu et son prochain. Elle met en avant des valeurs fondamentales telles que le service, l’altruisme et la responsabilité. Par cette devise, les scouts s’engagent à répondre présent dans les moments où leur aide est nécessaire, qu’il s’agisse de soutenir une personne en difficulté ou de contribuer à des projets collectifs

## Étymologie
La devise latine Semper Paratus se traduit littéralement par « toujours prêt ». Elle est formée de deux mots latins : semper, qui signifie « toujours », et paratus, un adjectif dérivé du verbe parare, signifiant « préparer » ou « être prêt ». Utilisé depuis l'Antiquité, ce syntagme illustre l’idée d’une vigilance et d’une préparation constante face aux imprévus.

## Dans l'armée

### Canada
- The Windsor Regiment (RCAC), un régiment blindé
- The Royal Hamilton Light Infantry, un régiment d'infanterie
- The Essex and Kent Scottish, un régiment d'infanterie
- Galt Collegiate Institute and Vocational School, une école ontarienne établie en 1852

### États-Unis
- US Coast Guard
- United States Air Force :
  - 12th Reconnaissance Squadron - 9th Operations Group
- United States Army :
  - 1st Battalion 12th Cavalry Regiment - 1st Cavalry Division
  - 5th Battalion 52d Air Defense Artillery
  - 16th Infantry Regiment

### Grande-Bretagne
- No. CCVII Squadron RAF, un squadron d'entraînement sur avion à réaction.

### France
- Le VCSM P622 Esteron, une vedette côtière de surveillance maritime de la Gendarmerie maritime.
- l'EGM 43/2 d'USSEL.
- La frégate de classe FREMM Provence[3].
- 39e régiment d'artillerie
- La Fédération Française de Sauvetage et de Secourisme, des Sauveteurs Secouristes de la Seine.
- La 322ème section de l'ensoa de Saint Maixent l'école.